# جائزة جنوب إفريقيا الكبرى 1977
جائزة جنوب أفريقيا الكبرى 1977 هو سباق فورمولا 1 أقيم بتاريخ 5 مارس 1977 في خاوتينغ، جنوب أفريقيا. كان الثالث من أصل 17 في بطولة العالم لسباقات الفورمولا واحد موسم 1977. حلّ النمساوي نيكي لاودا أولا بينما جاء الجنوب أفريقي جودي شيكتر في المركز الثاني وحصل على المركز الثالث الفرنسي باتريك ديبايلير.

## تقرير
لم يكسر جيمس هانت سلسلة انتصاراته مع المرتب الأول، مع مساعده كارلوس بيس وتلاهما السائق نيكي لاودا.

## الترتيب النهائي
| الترتيب | السائق          | النقاط |
| ------- | --------------- | ------ |
| 1       | جودي شيكتر      | 15     |
| 2       | كارلوس ريوتيمان | 13     |
| 3       | نيكي لاودا      | 13     |
| 4       | جيمس هانت       | 9      |
| 5       | كارلوس بيس      | 6      |
| المصدر: |                 |        |